# 結城輝
結城 輝（ゆうき ひかる、1986年1月25日 - ）は、DRAGON FACTORY INC.所属の俳優。東京都出身。帝京大学卒業。身長183cm・体重70kg。特技は殺陣・アクション・ボクシング・ダンス・空手・乗馬。

## 主な出演作品

### 舞台
- 平壌から来た女刑事
- トライアングル・ウェディング
- 熱海殺人事件
- ロマンス
- 風を見た女
- all that stage
- 売春捜査官
- 蒲田行進曲
- 太陽に灼かれて
- ステロイド
- SAMURAI7
- 女子アナ殺人事件
- 君を感じる時
- Dog's
- 恋文
- 飛龍伝
- バンクバンレッスン
- リプレイ
- 飛龍伝2010ラストプリンセス
- ハムレット

### テレビ
- ザ・ヒットパレード

### 映画
- 勿忘荘
- ザンナ・ビアンカ
- 空想特まん ここ わい モザイクマン（2015年、U-NEXT）- モザイクマン/熱血男 役[1]　※3分のショートムービー